# Веприк Олександр Мойсейович
Олександр Мойсейович Веприк (23 червня 1899, Балта — 13 жовтня 1958, Москва) — радянський композитор і педагог українського походження.

## Біографія
Ріс у Варшаві. Вивчав фортеп'яно у Карла Вендлінґа в Лейпцигу. З початком Першої світової війни сім'я повернулася в Росію. Тут Веприк вивчав композицію в Олександра Житомирського в Петербурзькій консерваторії (1918—1921) і у Мясковського в Московській консерваторії (1921—1923).
Брав активну участь в музичному житті 1920 — 1930-х років. Викладав в Московській консерваторії (1923—1941), професор з 1930 року, декан з 1938 року.
1927 року був у відрядженні в Австрії, Німеччині та Франції, зустрічався з Шенбергом, Гіндемітом, Равелем, Онеґґером. У цей період музика Веприка була популярна в Європі та США: його твори виконували по Берлінському радіо (1928—1929), сюїтою Танці й пісні гето диригував в Карнеґі-холі Артуро Тосканіні (1933). Веприк не долучився до колективного осуду опери Шостаковича «Леді Макбет Мценського повіту» (1938).
Був заарештований як «єврейський націоналіст», 8 років ув'язнення, В 1950—1954 рр. відбував ув'язнення в таборі на Уралі. Реабілітований.

## Творчість
Веприк вважається одним з найбільших композиторів «єврейської школи» в радянській музиці. З-поміж його творів фортеп'янні сонати, скрипкова сюїта, альтова рапсодія, Кадиш для голосу і фортеп'яно (1925), Єврейські пісні, Дві п'єси для віолончелі та фортеп'яно (1934) та ін. Написав музику до фільму Юлія Райзмана «Остання ніч» (1936).

## Виконання
В останні роки твори Веприка виконуються світовими піаністами: Яков Нємцов, Табеа Ціммерман, Дмитро Ситковецький, Давид Герінгас. Альбом вперше записаних композицій для оркестру у виконанні Національного оркестру Вельсу Бі-Бі-Сі під керуванням Криштофа-Матіаса Мюллера вийшов 2019 року на лейблі Deutsche Grammophon.